# Чансу
Чансу́ (кор. 장수군?, 長水郡?, Jangsu-gun) — уезд в провинции Чолла-Пукто, Южная Корея.

## История
В эпоху Трёх государств территория, на которой находится современный Чансу, входила в состав государства Пэкче. Тогда здесь располагался уезда Пэкхэ (Пэкхэгун). Впоследствии Пэкхэ был завоёван государством Силла и в 757 году, после административной реформы вана Кёндока, переименован в Пёкке (Пёккегун). Тогда же соседний район под названием Упён (Упёнхён) был переименован в Котхэк (Котхэкхён). Впоследствии земли Котхэка также войдут в состав Чансу.
В эпоху династии Корё, в 940 году Котхэк был переименован в Чанчхон, а Пёкке поменял свой административный статус с кун (уезда) на хён (административный район). В 955 году Пёкке был переименован в Чанге. В 1392 году (эпоха династии Чосон) Чанчхён был переименован в Чансу — современное название уезда впервые появляется на карте. В 1414 году Чанге вошёл в состав Чанчхона. После административной реформы 1895 года Чансу поменял свой административный статус на кун (уезд). Этот статус сохранён за Чансу до сих пор.

## География
Чансу расположен на севере провинции Чолла-Пукто. Граничит с уездами Кочхан и Хамян на востоке, формируя границу между провинциями Чолла-Пукто и Кёнсан-Намдо. На юге граничит с городом Намвон, уездами Имсиль и Чинан на западе и уездом Муджу на севере. Протяжённость уезда с запада на восток составляет 44 км, с севера на юг — 20 км. Ландшафт преимущественно горный. На территории Чансу расположено несколько известных корейских гор, в частности отроги гор Чирисан, горы Чанъансан, Тогюсан и Пхальгонсан. Местность пригодна для ведения сельского хозяйства, в основном животноводства и выращивания фруктов.

## Туризм и достопримечательности
Природные:
- Национальный парк на горе Тогюсан. Тогюсан — одна из крупнейших гор региона. На территории Чансу достигает 1507 метров высоту. Древний лес и водная система представляют собой уникальную ценность для биологов, поэтому Тогюсану был присвоен статус национального парка.
- Долина Токтон — расположена между в горах Тогюсан в местечке Чанни. Здесь проложено несколько маршрутов для занятия горным туризмом и альпинизмом.
- Долина Чиджи — расположена между деревнями Чиджири и Тэгонни. Через долину протекает две небольших речки. Длина долины более 10 км. Чиджи является одним из наиболее популярных мест для экологического туризма. Распространён сбор дикого мёда, а также лечебных трав и кореньев.
- Два дерева на территории уезда входят в Список памятников природы Кореи: пятисотлетняя дзелькова в Пондонни (памятник природы номер 396) и сосна в Чансури (памятник природы номер 397). Сосна в Чансури издревле считалась одушевлённым божеством, защищающим местных жителей.

Исторические:
- Буддийский храм Вольганса 1828 года постройки. Был сильно разрушен в 1868 году, однако выстроен заново в 1948. Служил одним из центров подготовки борцов за независимость Кореи в годы колониальной японской администрации.
- Конфуцианский монастырь Хвансанса — построен в 1961 году. Является действующим монастырём и входит в список культурного наследия провинции Чолла-Пукто под номером 34.
- Крепость Хамми — руины каменной крепости сохранились со времён государства Позднее Пэкче. Высота крепостных стен достигает 4,5 м, периметр крепости — 300 м. Сейчас крепость сильно разрушена, остались только фрагменты внешней стены.
- Мемориал Чон Чхонбока — был возведён в 1846 году властями узда в честь одного из героев Имджинской войны Чон Чхонбока, защищавшего местную конфуцианскую школу.
- Чанге совон — школа-интернат для детей корейской знати, готовившихся поступить на государственную службу. Здание школы было возведено в эпоху среднего Чосона в 1695 году, сильно разрушено в 1868 и отстроено заново в 1958.
- Пагода Янъак — пятиэтажная каменная пагода времён поздней династии Корё. Входит в список культурного наследия провинции Чолла-Пукто под номером 21.

## Символы
- Дерево: сосна.
- Птица: голубь.
- Цветок: азалия.
- Маскот: весёлое яблоко Сагваран, олицетворение сельского хозяйства уезда и его основной отрасли — выращивания яблок.

## Города-побратимы
Чансу является городом-побратимом следующих городов:
- Анян, провинция Кёнгидо, Республика Корея (1996)
- Хапчхон, провинция Кёнсан-Намдо, Республика Корея (1999)
- Чинхэ, провинция Кёнсан-Намдо, Республика Корея (1999)